# ECC総合教育機関
株式会社ECC（イーシーシー、英：ECC Co., Ltd.）は、英会話スクールのほか、学習塾や資格取得のための学校などを運営する日本の会社。本社は大阪市北区。
ECCの名の由来は、高品質の教育（Education）実践によって、全ての人々との意思疎通と相互理解（Communication）促進を通じて、平和で豊かな社会共同体（Community）のためにの意味で、この頭文字をとったものである。非上場会社。
みどり会の会員企業で三和グループに属している。

## 概要
- 代表者 代表取締役 山口勝美[1]
- 沿革 1962年6月 創業[1]
- 本社所在地 大阪府大阪市北区東天満1-10-20 ＥＣＣ本社ビル[1]
- 関連会社 株式会社ECCベストキャリア
- 資本金 4,500万円[1]
- 従業員数 1,464名、講師3,941名（2017年5月31日現在）[1]

## 沿革
- 1962年 - 大阪市住吉区にて外語学院創業[4]。
- 1968年 - 「建学の理念」制定[4]。
- 1969年 - ECC教育研究所開設。ECC地球救済キャンペーン開始[4]。
- 1971年 - 海外研修プログラム開始。
- 1975年 - ハワイ大学にて講演（ECC山口勇 初代理事長）。
- 1976年 - 英検1級合格者数、全国1位を記録。
- 1977年 - ECC予備校・進学ゼミ設立。
- 1980年 - ECC児童・中学英語英会話教室設立（1986年ECCジュニア英語教室に改称）[4]。フランチャイズ方式での語学教室・学習塾事業に参入。
- 1984年 - （提携法人）山口学園ECC国際外語専門学校設立。ECCエアライン学院設立。
- 1985年 - ECCビジネスコミュニケーショントレーニングセンター設立。
- 1986年 - ECCコンピュータ学院設立。
- 1987年 - ECCビジネス学院設立。
- 1988年 - ECC国際交流事務局設立（2001年ECC海外留学センターに改称）。ECC幼稚園教育課設立。ECCオープンキャンパスセンター設立。
- 1989年 - ECC編入学院設立。
- 1990年 - ECCビジネスライセンス学院設立。
- 1991年 - ECC・BS教室開始、ECCジュニア・BS教室へと発展改称。
- 1992年 - ECC通信教育センター設立。ECC日本語学院設立。
- 1993年 - 英検通信教育講座開始。
- 1996年 - ECC出版事業部設立。ECC就職情報センター開設。
- 1997年 - （提携法人）山口学園 ECCコンピュータ専門学校設立。
- 1998年 - ECC高等学院設立。労働省「教育訓練給付金制度」の適用指定を受けた英語・英会話グループレッスンクラス開始。
- 1999年 - ECCベストキャリア（人材派遣・人材紹介業）開始。ECCビジネス学院をECCカレッジグループへと発展改称。
- 2001年 - ECCイーラーニング社設立。ECC総合研究所発足。
- 2002年 - （提携法人）学校法人山口学園ECCアーティスト専門学校設立。
- 2002年 - ECC Web School 設立。
- 2004年 - ECC Foreign Language Institute Ireland Limited 設立。
- 2008年 - ECC学園高等学校設立。
- 2011年 - ECC Web Schoolのシステムを利用して英数の指導を行うWeb個別指導塾を開始。
- 2012年 - 英会話業界初 学習サービスの国際規格「ISO29990」の認証を取得（ECCジュニア・ECC法人渉外部門）小学校英語指導者認定協議会（略称：J-SHINE）の登録団体に認定。

## 主な専門学校
- ECC国際外語専門学校[専門学校 1]
- ECCアーティスト専門学校[専門学校 2]
- ECCコンピュータ専門学校[専門学校 3]

## 主なその他学校・スクール
- ECC外語学院[スクール 1]
- ECCジュニア・ブランチスクール[スクール 2]
- ECC英語塾[スクール 3]
- ECC法人事業課[スクール 4]
- ECC幼児教育推進課[スクール 5]
- ECC海外留学センター[スクール 6]
- ECCパソコンスクール
- ECCエアライン学院[スクール 7]
- ECCオンラインレッスン[スクール 8]
- ECC全日制英語専科[スクール 9]
- ECCの個別指導塾ベストワン[スクール 10]
- ECCスタディア
- ECC編入学院[スクール 11]
- ECC学園高等学校・学習センター[スクール 12]
- ECC日本語学院[スクール 13]
- ECCビジネススクール[スクール 14]
- ECC通信販売センター
- わんにゃん健康生活[スクール 15]
- ECC学童スクール[スクール 16]
- ECC英会話アプリ

## CMモデル
- 芦田愛菜（ECCジュニア）[5]
- 大谷翔平[6]

### 過去
- 角田智美（ECC外語学院）
- 工藤夕貴（ECC外語学院、ECCジュニア）
- 西田ひかる（ECC外語学院、ECCジュニア）※ [注 1]
- 草彅剛（ECC外語学院）
- 西城秀樹（ECC外語学院）
- 宮本恒靖、秋田豊（ECC外語学院、ECCジュニア）
- SPEED（ECCジュニア）
- アグネス・チャン、ともさかりえ、前田愛・亜季（ECCジュニア）
- 玉山鉄二（ECC外語学院、ECCジュニア）
- ソニン（ECC外語学院、ECCジュニア）
- 木佐彩子（ECCジュニア）
- 香取慎吾（ECCジュニア）
- 関根麻里（ECCジュニア）
- 北野武（ECC外語学院）
- 浅田真央（ECCジュニア）[7]
- 赤星憲広（ECCオンライン英会話）
- 乾大輔[8]
- 大谷亮平（ECCジュニア）
- 上白石萌歌（ECCジュニア）
- 田代輝（ECCジュニア）
- 松村北斗(SixTONES)
- ジェシー(SixTONES)